# شيطح (المهرة)

تعديل مصدري - تعديل

شيطح هي إحدى قرى عزلة حبروت بمديرية شحن التابعة لمحافظة المهرة، بلغ تعداد سكانها 38 نسمة حسب تعداد اليمن لعام 2004.